# マイア・コベイブ
マイア・コベイブ（Maia Kobabe, 1989年 - ）は、アメリカの漫画家、作家。

## 経歴
カリフォルニア美術大学 でMFA（芸術学修士）を取得。アイデンティティやセクシュアリティ、反ファシズム、おとぎ話、郷愁をテーマに数々の作品を執筆。The Nib、The Press Democrat、SF Weekly など多数の媒体にノンフィクション漫画を発表している。
2019年、初の長編作品となる自伝漫画『Gender Queer: A Memoir』を Lion Forge Comics から出版。タイム誌のインタビューでこの作品について次のように語る。
執筆の主な動機となったのは、カムアウトをめぐる葛藤でした。自分のなかにも疑問が渦巻いていましたし、語ることは簡単ではなかった。自分の言いたいことがいつもどこか伝わらないような気がするのです。それであるとき、こう思ったんですね。「よし、もう机に向かって、全部漫画に書いてみよう。本当に言いたいことは言葉で話しても伝わらない気がするから」
『Gender Queer』は一部の学校図書館に置かれていたが、のちに性的な内容が問題であるとしてアラスカ州の学校区で図書館に置くことを禁じられた。いわゆる「禁書」扱いである。これに対してコベイブはワシントン・ポスト紙に意見記事を投稿。性的な内容というよりも、LGBTQを扱った内容だから禁書にされたのではないかと指摘した。2021年、アメリカ図書館協会（ALA）は本書をもっとも多く禁止・問題視された本に挙げている。また米国ペンクラブの2022年9月のレポートによると、コベイブは米国の学校区で2021年から2022年に禁書扱いとなった作家ランキング第2位であり、『Gender Queer』は41の学校区で禁書となった。2022年の Slate 誌のインタビューのなかで、コベイブは次のように述べる。
書籍を禁止するのは、地域社会が自分たち自身を攻撃しているようなものだと思います。それによってもっとも傷つくのは、コミュニティのなかで周縁化された読者たちです。若い人たち、本を買うお金がない人たちは、図書館に本がないと困ります。10代のクィアな人たちは、そういう本を買って家に持ち帰ることができないかもしれません。とくに親が保守的な場合、借りることすらためらわれて、こっそり図書館で読むしかない場合もあります。ですから禁書には納得いきません。クィアなマイノリティの若者たちから情報源を奪うことになるからです。それは彼らの人生を傷つけます。わたしも傷ついています。

## 人物
ノンバイナリーでアセクシュアル。ジェンダーニュートラルな代名詞である e/em/eir を使用。ディスレクシアで、11歳になるまで文字が読めなかった。

## 受賞歴
- 2016年　イグナッツ賞　有望新人賞　ノミネート（Tom O’Bedlam）[22]
- 2019年　イグナッツ賞　優秀グラフィックノベル賞　ノミネート（Gender Queer: A Memoir）[23]
- 2019年　YALSA ティーンのためのベストグラフィックノベル賞　ノミネート（Gender Queer: A Memoir）[24]
- 2020年　アメリカ図書館協会 アレックス賞 受賞（Gender Queer: A Memoir）[25]
- 2020年　ストーンウォール賞（英語版）ノンフィクション部門　オナー（Gender Queer: A Memoir）[26]